# Riboflavinasa
La riboflavinasa (EC 3.5.99.1) es una enzima que cataliza la siguiente reacción química
Por lo tanto los dos sustratos de esta enzima son la riboflavina y agua, mientras que sus dos productos son el lumicromo y el ribitol
La enzima pertenece a la familia de las hidrolasas, a aquellas que actúan sobre enlaces carbono-nitrógeno, y más específicamente sobre compuestos que no pertenecen a otras categorías EC 3.5. El nombre sistemático de esta clase de enzimas es riboflavina hidrolasa. Esta enzima participa en el metabolismo bacteriano de la riboflavina.